# Eparquía de Pathanamthitta
La eparquía de Pathanamthitta (en latín: Eparchia Pathanamthittensis, en inglés: Syro-Malankara Catholic Eparchy of Pathanamthitta y en malabar: പത്തനംതിട്ട രൂപത) es una circunscripción eclesiástica de la Iglesia católica en India. Se trata de una eparquía siro-malankar sufragánea de la archieparquía de Trivandrum. Desde el 7 de junio de 2019 su eparca es Samuel Kattukallil.

## Territorio y organización
La eparquía tiene 2642 km² y extiende su jurisdicción sobre los fieles católicos siro-malankaras residentes en el distrito de Pathanamthitta en el estado de Kerala.
La sede de la eparquía se encuentra en la ciudad de Pathanamthitta, en donde se halla la Catedral de San Pedro.
En 2021 en la eparquía existían 100 parroquias agrupadas en 5 distritos eclesiales: Pathanamthitta, Konni, Ranni-Perunadu, Pandalam y Seethathode.

## Historia
La eparquía de Pathanamthitta fue erigida el 25 de enero de 2010, separando territorio de la archieparquía de Trivandrum, por el archieparca mayor de Trivandrum, Baselios Cleemis, luego de consultar a la Santa Sede. La inauguración de la eparquía tuvo lugar el 20 de marzo de 2010.

## Estadísticas
Según el Anuario Pontificio 2022 la eparquía tenía a fines de 2021 un total de 41 000 fieles bautizados.
| Año                                                                             | Población            | Población | Población      | Sacerdotes | Sacerdotes    | Sacerdotes    | Bautizados por sacerdote | Diáconos permanentes | Religiosos | Religiosos | Parroquias |
| Año                                                                             | Bautizados católicos | Total     | % de católicos | Total      | Clero secular | Clero regular | Bautizados por sacerdote | Diáconos permanentes | Varones    | Mujeres    | Parroquias |
| ------------------------------------------------------------------------------- | -------------------- | --------- | -------------- | ---------- | ------------- | ------------- | ------------------------ | -------------------- | ---------- | ---------- | ---------- |
| 2010                                                                            | 36 200               | 1 234 016 | 2.9            |            |               |               |                          |                      |            |            | 100        |
| 2012                                                                            | 37 793               | 1 268 000 | 3.0            | 68         | 63            | 5             | 555                      |                      | 5          | 109        | 100        |
| 2013                                                                            | 38 010               | 1 231 577 | 3.1            | 70         | 65            | 5             | 543                      |                      | 5          | 109        | 100        |
| 2016                                                                            | 38 800               | 1 280 000 | 3.0            | 80         | 74            | 6             | 485                      |                      | 6          | 88         | 100        |
| 2019                                                                            | 40 420               | 1 333 500 | 3.0            | 76         | 70            | 6             | 531                      |                      | 6          | 102        | 100        |
| 2021                                                                            | 41 000               | 1 361 500 | 3.0            | 86         | 80            | 6             | 476                      |                      | 6          | 118        | 100        |
| Fuente: Catholic-Hierarchy, que a su vez toma los datos del Anuario Pontificio. |                      |           |                |            |               |               |                          |                      |            |            |            |

## Episcopologio
- Yoohanon Chrysostom Kalloe (25 de enero de 2010-7 de junio de 2019 retirado)
- Samuel Kattukallil, por sucesión el 7 de junio de 2019